# Érzékenyítés (neurobiológia)
Az érzékenyítés vagy szenzitizáció egy nem-asszociatív tanulási forma, amiben az élőlény egy gyenge ingerre adott válasza progresszíven felerősödik (nagyobb arányú, gyorsabb és/vagy gyakoribb lesz).